# پل خیابان فرانکلین

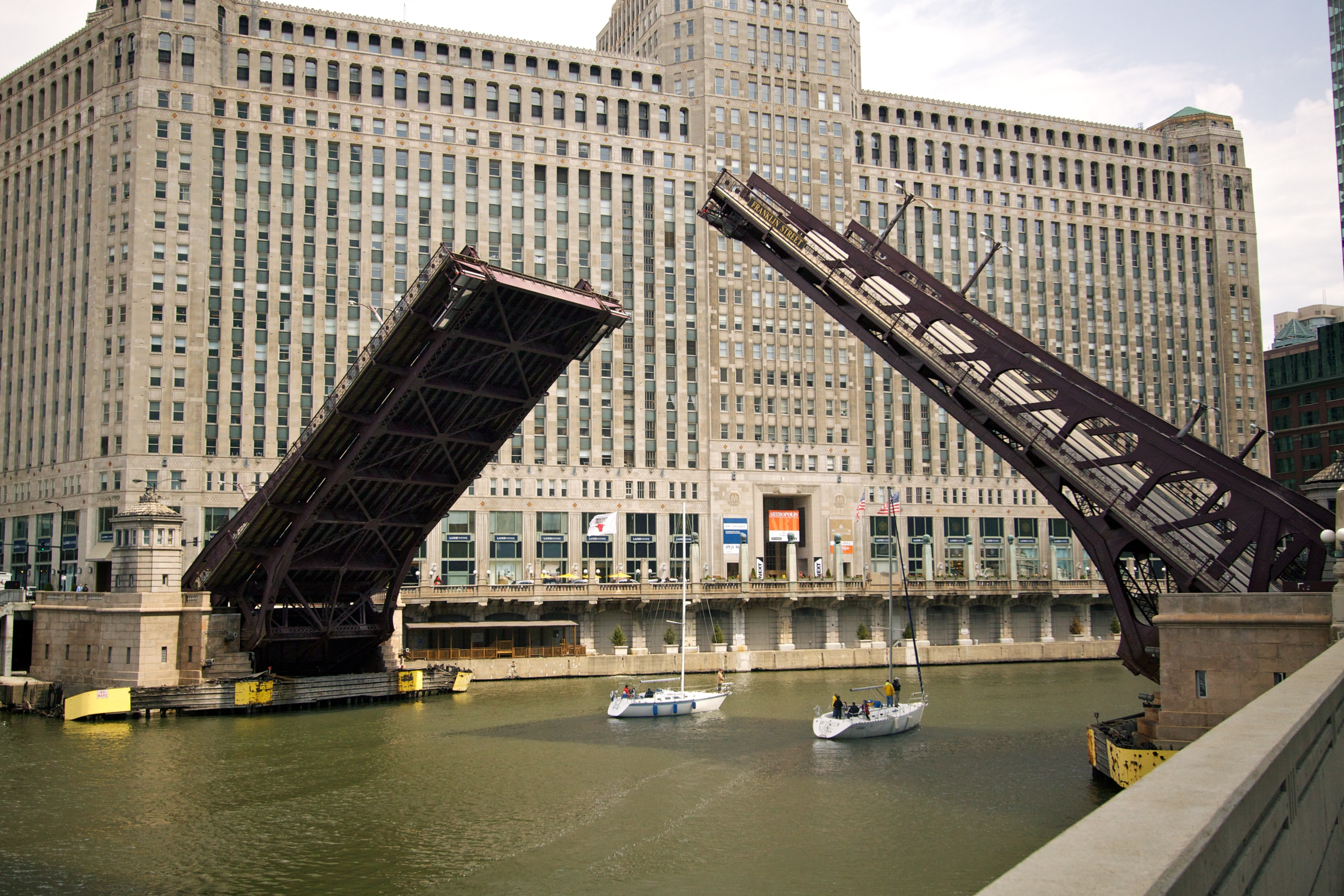
پل در حالت باز برای عبور قایق‌های بادبانی

پل خیابان فرانکلین–اورلئانز که معمولاً به عنوان پل خیابان فرانکلین شناخته می‌شود، یک پل باسکول بر فراز رود شیکاگو در شیکاگو، ایلینوی، ایالات متحده است. این پل در اکتبر ۱۹۲۰ ساخته شد و در جنوب غربی مرچندایز مارت قرار دارد. این پل، ریور نورث را به "لوپ" متصل می‌کند و در محل تلاقی شاخه‌های رودخانه، مستقیماً در غرب پل خیابان ولز قرار دارد. این پل دارای چهار خط عبور برای خودروها در جهت شمال و پیاده‌رو در هر دو طرف است.
شرکت گریت لیکس درِج و داک پیمانکار زیرساخت و شرکت کتِلِر–الیوت پیمانکار روساخت این پل بودند. تجهیزات الکتریکی اولیه توسط سی. اچ. نوروود نصب شد. این پل نمونه‌ای از پل باسکول ترونیون است که هر نیمه از مسیر آن به صورت طره‌ای از تکیه‌گاه‌های ساحلی بیرون آمده است. این پل بسیار کارآمد طراحی شده است.
این پل یک ارتباط جدید به کرانه‌های جنوبی رودخانه فراهم کرد و به گسترش غربی در امتداد واکِر درایو کمک کرد.

## در فرهنگ عامه
- پل فرانکلین–اورلئانز استریت به طور برجسته در فیلم بتمن آغاز می‌کند (۲۰۰۵) به عنوان پلی که شهر گاتهام را به منطقه "نرو" متصل می‌کند، نمایش داده شد.[۱]
- این پل همچنین در فیلم ناهمتا (۲۰۱۴) نمایش داده شد.[نیازمند منبع]